# Scytalopus frankeae
Scytalopus frankeae (лат.) — вид воробьиных птиц из семейства топаколовых. Назван в честь орнитолога доктора Ирмы Франке.

## Распространение
Обитают в восточной части Анд на территории Перу (регионы Уануко, Паско и Хунин). Известны две географически изолированные популяции. Эти птицы живут между зоной «облачных лесов» и бесплодной зоной выше линии деревьев в горах.

## Описание
Окрашены в серо-коричневой гамме. Имеется серебристо-белая «бровь» над глазом. Самки выглядят в целом так же, как самцы.

## Биология
Желудочное содержимое изученной особи состояло из насекомых.